# Traité anglo-portugais de 1891
Le traité anglo-portugais de 1891 est un accord entre le Royaume-Uni et le Portugal qui fixe en premier lieu les frontières entre le Protectorat britannique d'Afrique centrale (actuel Malawi), les territoires administrés par la British South Africa Company au Mashonaland et au Matabeleland (parties de l'actuel Zimbabwe) et la Rhodésie du Nord-Ouest (partie de l'actuelle Zambie) d'une part et le Mozambique portugais d'autre part. En second lieu, il fixe les frontières entre le territoire, administré par la British South Africa Company, de la Rhodésie du Nord-Est (en actuelle Zambie), d'une part et l'Angola portugais d'autre part.
L'accord met fin à de longues querelles territoriales concernant l'est de l'Afrique centrale, que le Portugal réclame à gouverner depuis longtemps sur la base de ses explorations datant du XVe siècle ; les Britanniques, quant à eux, ont établi des missions religieuses et un embryon de réseau commercial sur les hauts plateaux de la Shire depuis les années 1860. Ces désaccords s'intensifient dans les années 1870 et 1880, d'abord à cause d'une revendication britannique sur la baie de Delagoa (baie de Maputo de nos jours) et de l'échec des négociations bilatérales concernant la fixation des frontières, ensuite à cause de la conférence de Berlin de 1884–1885, qui instaure la doctrine « d'occupation effective ». Après cette conférence, le Portugal tente d'établir une zone d'occupation effective allant de l'Angola au Mozambique. Il organise des expéditions visant à signer des traités afin d'établir des protectorats reconnus par les puissances européennes. Les succès relatifs de ces efforts portugais alarment le gouvernement britannique de Lord Salisbury ; ce dernier subit la pression des missions établies sur les hauts plateaux de la Shire ainsi que celle de Cecil Rhodes, qui fonde la British South Africa Company (BSAC) en 1888 pour exploiter et contrôler cette même zone. Pour ces raisons, et tirant prétexte d'un conflit mineur sur les hautes plateaux de la Shire, Lord Salisbury adresse un ultimatum (« l'ultimatum britannique de 1890 ») par lequel il enjoint au Portugal d'évacuer les régions disputées. Les Britanniques refusent une demande d'arbitrage et, après l'échec d'une première tentative d'établir le tracé des frontières, le traité de 1891 est signé, sous la contrainte, par les Portugais.

## Origines du conflit

Carte des Rhodésies vers 1899.

Au début du XIXe siècle, la gouvernance effective des Portugais en Afrique subsaharienne est limitée. Au Mozambique portugais, ils occupent l'île de Mozambique ainsi que plusieurs postes côtiers dont la baie de Delagoa et, en Angola portugais, la présence portugaise effective concerne Luanda et Benguela outre quelques avant-postes, le plus septentrional étant Ambriz. Le Portugal occupe la côte du Mozambique depuis le XVIe siècle et a créé le système des prazos, grands domaines agricoles appartenant nominalement à la Couronne portugaise, dans la vallée du Zambèze. Vers la fin du XVIIIe siècle, la vallée du Zambèze et le cours inférieur de la rivière Shire sont aux mains de quatre familles, dont les membres sont en principe sujets  portugais, mais, en pratique, ces familles sont indépendantes du gouvernement de Lisbonne ; à partir de 1853 le gouvernement portugais mène une série de campagnes militaires pour en récupérer le contrôle effectif. Durant la seconde moitié du XIXe siècle, diverses puissances européennes marquent un intérêt croissant pour l'Afrique. La première contestation des revendications portugaises vient de la République du Transvaal qui revendique, en 1868, un accès à la mer via la baie de Delagoa. Bien qu'en 1869 le Portugal et le Transvaal se mettent d'accord sur une frontière en vertu de laquelle toute la baie de Delagoa est portugaise, le Royaume-Uni dépose une revendication sur la partie sud de cette baie. Cette revendication est rejetée en 1875 par le président français, Patrice de Mac Mahon, sollicité pour un arbitrage, qui confirme la frontière de 1869. Un deuxième obstacle est la création, en 1883, de la colonie allemande d'Angra Pequena (aujourd'hui Lüderitz), en actuelle Namibie. Il n'y a pas de présence portugaise à cet endroit, mais le Portugal réclame à gouverner la région, étant le pays qui l'a explorée en premier.
Durant les années 1850, la région au sud et à l'ouest du lac Nyasa (lac Malawi) est explorée par David Livingstone et, à la suite, plusieurs missions anglicanes d'Angleterre et presbytériennes d'Écosse s'établissent sur les hauts plateaux de la Shire dans les années 1860 et 1870. En 1878, l'African Lakes Corporation est créée par des hommes d'affaires en lien avec les missions presbytériennes. Leur but est de collaborer avec les missions afin de combattre le commerce d'esclaves et de pratiquer un « commerce légitime » tout en développant l'influence européenne dans la région. Une petite mission et divers postes commerciaux sont installés, notamment près de Blantyre et de Karonga, dans les années 1870.
Le Portugal tente d'affermir ses positions en Afrique avec les expéditions confiées notamment à Alexandre de Serpa Pinto ; la première concerne l'est du Zambèze en 1869, puis le fleuve Congo et le cours supérieur du Zambèze, à partir de l'Angola, en 1876. En 1877-1879, une expédition traverse l'Afrique d'ouest en est, depuis l'Angola, dans le but de réclamer le contrôle sur la zone allant de l'Angola au Mozambique. Parallèlement à ces expéditions, le Portugal entame des négociations bilatérales avec le Royaume-Uni en 1879, pour un traité de liberté de navigation sur les fleuves Congo et Zambèze et le développement du commerce dans les bassins de ces mêmes fleuves. Le gouvernement portugais réclame formellement le contrôle de la région au sud et à l'est de la rivière Ruo, laquelle forme de nos jours la frontière sud-est du Malawi. Le traité de 1879 n'est jamais ratifié et, en 1882, le Portugal occupe la basse vallée de la Shire jusqu'à la Ruo et demande de nouveau aux Britanniques qu'ils acceptent leurs revendications territoriales. D'autres négociations aboutissent à un projet de traité en février 1884 qui prévoit la reconnaissance par le Royaume-Uni de la souveraineté portugaise sur l'embouchure du Congo en échange d'une liberté de navigation sur le Congo et le Zambèze. L'ouverture de la conférence de Berlin (nov. 1884- fév. 1885) met fin à ces négociations qui auraient pu amener les Britanniques à reconnaître une souveraineté portugaise s'étendant à travers tout le continent. Les espoirs portugais sont mis à mal par l'un des articles adoptés à la conférence, qui exige une occupation effective des territoires revendiqués plutôt qu'une revendication fondée sur les notions de découverte ou d'exploration telles qu'utilisées par le Portugal.
Pour affermir les positions du Portugal, Alexandre de Serpa Pinto est nommé consul à Zanzibar en 1884. Sa mission est d'explorer la région entre le lac Nyasa et la côte orientale de l'Afrique, du Zambèze au fleuve Ruvuma et d'obtenir l'allégeance des chefs de la région. Son expédition l'amène jusqu'au lac Nyasa et aux hauts plateaux de la Shire, mais il ne peut signer aucun traité avec les dirigeants locaux à l'ouest du lac. À l'inverse, au nord du lac, à Karonga et ses alentours, l'African Lakes Corporation prétend avoir signé des traités avec les dirigeants locaux entre 1884 et 1886. Son ambition, à ce moment, est de devenir une compagnie à charte pour gouverner la région et notamment la route, importante pour le commerce, qui part du lac Nyasa le long de la Shire. Elle abandonne son projet peu après, face à l'opposition des missionnaires mais aussi parce que la guerre de Karonga montre qu'elle ne peut pas gouverner efficacement.

## Contexte de crise

Projet portugais de « carte rose » visant à créer une zone sous domination portugaise reliant l'Angola au Mozambique.

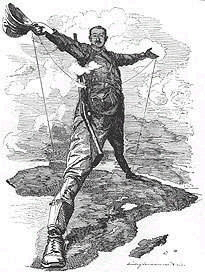
Allégorie de l'expansionnisme britannique « nord-sud ».

Malgré l'ouverture de la conférence de Berlin, Lisbonne n'abandonne pas l'idée d'une zone portugaise transafricaine. En 1885, le ministre des affaires étrangères portugais prépare ce qu'on appelle la « carte rose », c'est-à-dire la carte des revendications territoriales portugaises, lesquelles vont de l'Atlantique à l'océan Indien. Le Portugal signe des traités avec la France et l'Allemagne en 1886. Les traités allemand et français font allusion à la carte rose et à la revendication de souveraineté sur le territoire qui, le long du cours du Zambèze, relie l'Angola au Mozambique ; cela ne veut pas dire que le projet est accepté mais seulement qu'il a été évoqué par le Portugal,. En 1887, le représentant britannique à Lisbonne propose que le Zambèze forme la limite nord de la sphère d'influence britannique ; cela aurait laissé les missions écossaises des hauts plateaux de la Shire en zone portugaise et aurait laissé une bande territoriale portugaise allant de l'Angola au Mozambique. La proposition est rejetée car les hauts plateaux et les missions ne sont, à ce moment, accessibles que via la côte, sous contrôle portugais, et que la proposition aurait conduit à abandonner la partie sud, la plus précieuse, de la bande transcontinentale de la carte rose pour peu de bénéfices en retour. Cependant, en 1889, le gouvernement portugais devient moins confiant, et son ministre des affaires étrangères, Barros Gomez, propose au gouvernement britannique d'abandonner la revendication portugaise sur la zone reliant l'Angola et le Mozambique en échange de la reconnaissance de sa revendication sur les hauts plateaux de la Shire. Cette fois, c'est le gouvernement britannique qui refuse la proposition, d'abord à cause de l'opposition des missions et de leurs partisans, ensuite parce que, en avril 1889, un chenal permettant d'accéder au Zambèze via la Chinde est découvert ; cette voie permet de rendre le Zambèze directement accessible aux navires océaniques sans passer par le territoire portugais et elle constitue, avec la Shire, un complexe fluvial international permettant d'accéder aux hauts plateaux.
Au nord du Zambèze, les revendications portugaises se heurtent à celles de l'African Lakes Corporation et aux missionnaires. Au sud, la principale opposition est celle de Cecil Rhodes et de sa BSAC, fondée en 1888. Jusqu'en 1888, le ministère des affaires étrangères britannique refuse d'accorder officiellement sa protection aux petits peuplements britanniques des hauts plateaux de la Shire. Néanmoins, il n'accepte pas l'expansion portugaise et, en 1889, il nomme Harry Johnston comme « consul pour le Mozambique et les terres intérieures » et le missionne pour surveiller l'extension de l'influence portugaise dans la région du Zambèze et de la Shire. Il est également censé conclure des traités avec les dirigeants locaux afin d'éviter qu'ils ne le fassent avec les Portugais. Ces traités n'établissent pas un protectorat, mais préviennent que d'autres puissances européennes puissent en établir. L'une de ces expéditions, menée par Alexandre de Serpa Pinto, est bien armée, à cause de la demande des Portugais de la basse vallée de la Shire qui réclament de l'aide pour lutter contre les Makololo, arrivés dans la zone en tant que porteurs pour le compte de David Livingstone en 1864, et restés sur place. Les Makololo se déclarent indépendants des Portugais et demandent assistance au Royaume-Uni pour le rester. Alexandre de Serpa Pinto rencontre Harry Johnston en août 1889 près de la rivière Ruo ; ce dernier lui conseille de ne pas traverser la rivière en direction des hauts plateaux.
On pense que ce sont des membres de la communauté britannique des hauts plateaux de la Shire qui encouragent les Mokololo à attaquer le campement d'Alexandre de Serpa Pinto. Quoi qu'il en soit, une échauffourée a lieu le 8 novembre 1889, près de la Shire, entre les Makololo et les troupes portugaises. Alexandre de Serpa Pinto, qui avait jusqu'alors agi prudemment, traverse la Ruo pour se rendre en territoire Makololo ; il en occupe la majeure partie. John Buchanan, vice-consul, accuse le Portugal d'interférer avec les intérêts britanniques et institue un protectorat sur les hauts plateaux de la Shire en décembre 1889 malgré des instructions contraires de son gouvernement. Peu de temps après, Johnston institue un autre protectorat sur la région à l'ouest du lac Nyasa, toujours en contradiction avec les instructions de son gouvernement (ils seront cependant entérinés plus tard). C'est dans ce contexte de crise anglo-portugaise que se situe l'ultimatum de 1890.

## Ultimatum britannique de 1890
L'ultimatum britannique de 1890 se matérialise par un mémorandum envoyé au gouvernement portugais par Lord Salisbury, Premier ministre du Royaume-Uni, le 11 janvier 1890, par lequel il demande le retrait des troupes portugaises du Mashonaland et du Matabeleland (en actuel Zimbabwe) et de la zone située entre la vallée de la Shire au nord de la rivière Ruo et le lac Nyasa (lac Malawi), là où les intérêts britanniques et portugais s'entremêlent. Cela signifie que les Britanniques revendiquent désormais des territoires que le Portugal prétend être siens depuis des siècles. Les frontières de l'Angola ne sont pas contestées, aucun des deux pays n'ayant effectivement occupé l'endroit, très peu peuplé.
Cet ultimatum déclenche un violent sentiment anti-britannique au Portugal, au point que les manifestations dégénèrent en émeutes. Les républicains portugais utilisent ce prétexte pour attaquer le gouvernement royaliste, ce qui conduit à la tentative de coup d'État de Porto, en janvier 1891, lorsque la première version du traité censé régler la situation est publiée. L'historiographie a porté beaucoup d'attention à la réaction portugaise, moins à la tactique britannique, qui aurait pu conduire à la guerre. L'attitude des Britanniques doit être examinée en sachant qu'à l'époque ils sont diplomatiquement isolés et craignent d'être humiliés par un succès portugais. Il y a aussi le fait qu'une charte royale est accordée à la British South Africa Company en octobre 1888, très peu de temps avant l'épisode de l'escarmouche entre de Serpa Pinto et les Makololo, et que cette charte autorise la compagnie de Cecil Rhodes à gouverner le Mashonaland (actuelle province du Manicaland au Zimbabwe) et la vallée du Zambèze autour de Zumbo ; or seul le Portugal pouvait attester d'une occupation effective dans ces endroits et constituer un obstacle à cette revendication.

## Traité de 1891
L'ultimatum exige du Portugal qu'il cesse toute activité dans la région concernée, sans contrepartie britannique. Il y a des affrontements armés entre les troupes de Rhodes et les troupes portugaises présentes dans l'actuel Manicaland entre 1890 et 1891. Ces affrontements ne cessent que lorsque les terres sont concédées à la BSAC à la suite du traité de 1891, qui prévoit en compensation une rétrocession de terres aux Portugais dans la vallée du Zambèze.
L'acte général de la conférence de Berlin prévoit que les différends entre nations soient soumis à arbitrage ; l'ultimatum britannique est une violation de cette règle. L'arbitrage français de 1875 concernant la baie de Delagoa avait été en faveur du Portugal et Lord Salisbury, échaudé, refuse un nouvel arbitrage et demande à signer un traité bilatéral. Les tractations commencent à Lisbonne en avril 1890 et, en mai, les Portugais proposent une administration conjointe sur les terres disputées entre l'Angola et le Mozambique. Le gouvernement britannique refuse, et rédige un projet dans lequel les frontières sont globalement en défaveur des Portugais. Ces propositions sont approuvées par les négociateurs le 20 août 1890 mais elles ne sont pas ratifiées par le parlement portugais. Ce traité, lorsqu'il est proposé au parlement portugais le 30 août 1890, déclenche une telle vague de protestations que le gouvernement portugais tombe. Cecil Rhodes est, lui aussi, opposé à ce projet qui entrave sa propre volonté expansionniste. Un nouveau traité est négocié, qui accorde plus de territoire aux Portugais dans la vallée du Zambèze que le projet précédent, quoique ce qui est de nos jours le Manicaland passe des mains portugaises aux mains britanniques. Ce traité, qui fixe aussi les frontières de l'Angola, est signé à Lisbonne le 11 juin 1891. Il prévoit aussi la liberté de navigation sur le Zambèze et la Shire et autorise les Britanniques à louer un terrain pour un port à Chinde, à l'embouchure du Zambèze.
Les frontières du protectorat britannique d'Afrique centrale sont aussi fixées à la même période. La frontière nord est fixée à la rivière Songwe par la convention anglo-allemande de 1890 ; la frontière avec les Rhodésies est fixée en 1891 à la ligne de partage des eaux matérialisée par la rivière Luangwa grâce à un accord avec la British South Africa Company qui administre, par charte royale, ce qui est de nos jours la Zambie.

## Arbitrage frontalier de 1897
Une différence d'interprétation du traité ravive la dispute ; elle concerne la frontière qui traverse le plateau de Manica, qui s'étend entre le Zambèze et le Savé. Le différend est arbitré par Paul Honoré Vigliani, envoyé du roi d'Italie. Le 30 janvier 1897, la frontière est définitivement fixée entre la Rhodésie du Sud et le Mozambique portugais